# Franciszek Faà di Bruno
Franciszek Faà di Bruno, właśc. wł. Francisco Faà di Bruno (ur. 29 marca 1825 w Alessandrii, zm. 27 marca 1888 w Turynie) – włoski duchowny katolicki i naukowiec: matematyk, fizyk, oficer wojskowy, architekt, muzyk oraz kapłan, współodkrywca Neptuna, wynalazca, założyciel Zgromadzenia Sióstr Minimitek od Matki Bożej (1881), błogosławiony Kościoła rzymskokatolickiego.

## Życiorys
Był ostatnim z dwanaściorga dzieci i bratem Józefa Faà di Bruno. W 1840 wstąpił do Akademii Wojskowej w Turynie, następnie na Uniwersytet Paryski na studia matematyczne.
Został beatyfikowany przez papieża Jana Pawła II 25 września 1988.